# Monte Mariveles
Monte Mariveles es un volcán inactivo ubicado en la provincia de Bataan, en el norte del país asiático de Filipinas. El Monte Mariveles y el adyacente Monte Natib comprenden 80,9 por ciento de la superficie total de la provincia. La montaña y los conos adyacentes se encuentran frente a la ciudad de Manila a través de la bahía de Manila, proporcionando un entorno ideal para las puestas de sol vistas desde Manila.
Monte Mariveles se encuentra en el extremo sur de las montañas de Zambales en la península de Bataan, al oeste de la bahía de Manila.